# Хоккей на траве в Уганде
Хоккей на траве в Уганде относится к развивающимся видам спорта, хотя в 1950-70-е годы был одним из популярных.

## Период зарождения
Появление хоккея на траве в Уганде связано с сикхами, переселившимися сюда из Индии, где эта игра традиционно имеет огромную популярность. Сикхи играли в хоккей на траве в Уганде с 1921 года.
Сильным импульсом к развитию игры в стране послужил приезд в конце 40-х в Уганду сборной Индии, в состав которой входили и два сикха. Визит индийцев пробудил интерес к хоккею на траве, и в результате в клубах «Рамгария» из Кампалы, а также «Симба Юнион» («Сикх Юнион») из Кампалы, Джинджи и Мбале были созданы хоккейные команды.
Уганда была основоположницей ежегодного чемпионата Восточной Африки, также известного как Кубок Рахима Дживраджа. Первый турнир состоялся в Кампале в 1957 году и был посвящён открытию стадиона «Лугого». В нём помимо сборной Уганды участвовали хоккеисты Кении, Танганьики и Занзибара.

## Период расцвета и спада
Лучшие результаты угандийского хоккея на международной арене достигнуты в 1960-70-е годы. В 1966 году мужская сборная Уганды выиграла чемпионат Восточной Африки, в 1971 году завоевала серебро всеафриканского турнира.
В 1972 году хоккеисты Уганды единственный раз в истории участвовали в летних Олимпийских играх в Мюнхене, где заняли 15-е место. Перед началом Игр президент страны Иди Амин высказал недовольство тем, что большинство игроков сборной — сикхи, и потребовал, чтобы как минимум шесть хоккеистов были африканцами. Эта воля была выполнена, однако сикхи всё равно оставались лидерами сборной. Один из них, Кулдип Сингх Бхогал, стал лучшим снайпером сборной Уганды на Олимпиаде, забив 4 мяча.
В 1974 году угандийские хоккеисты завоевали бронзовые медали первого чемпионата Африки, проходившего в Каире.
С середины 70-х годов хоккей на траве в Уганде деградировал. Это связано с политикой Иди Амина, который ещё в 1972 году начал конфискацию собственности выходцев из Азии и их депортацию. В частности, уже в 1973 году из Уганды был вынужден бежать один из лидеров сборной страны по хоккею на траве Автар Сингх Бхурджи. Был депортирован и президент Хоккейной ассоциации Уганды Четан Сингх Марваха.

## Современный период
Хоккейная ассоциация Уганды, входящая в Международную федерацию хоккея на траве, базируется в Кампале, её президент — Лидия Глория Санью Джамунгу.
Сильнейшие мужские и женские команды страны играют в Национальной хоккейной лиге Уганды. Действуют детские и юношеские хоккейные школы, хоккей культивируется в общеобразовательных школах, проводятся тренировочные лагеря. Программы развития хоккея на траве в Уганде поддерживает фонд Hockey Dreams Foundation, который проводит обучение для тренеров и снабжает инвентарём.
Международные результаты Уганды за последние 50 лет скромны. Сборная Уганды за это время участвовала только в одном крупном международном турнире, сыграв в 2000 году на чемпионате Африки и заняв последнее место. Также она участвовала в квалификационном турнире летних Олимпийских игр 2008 года, была среди участников квалификации летних Олимпийских игр 2020 года, но снялась с розыгрыша до начала турнира. Юношеская сборная Уганды снялась с розыгрыша на Африканских юношеских играх 2018 года.
В декабре 2020 года главным тренером мужской и женской сборных Уганды был назначен итальянский специалист Франческо Ричичи. Он будет готовить их к отборочным турнирам чемпионата Африки.